# Benjamín Marten
Benjamín Marten fue un médico inglés autor en 1719 de un tratado sobre tuberculosis titulado A New Theory of Consumptions more specially of a Phthisis or Consumption of the Lungs en el que propone la teoría de que la enfermedad es producida por unos seres microscópicos (Animacula) capaces de vivir en el organismo humano, ciento cincuenta años antes del descubrimiento del bacilo de Koch.

"may possibly be some certain species of animalcula or wonderfully minute

living creatures that by their peculiar shape or disagreeable parts are inimicable to our nature.....".

B. Marten.